# 浅野長治
浅野 長治（あさの ながはる）は、江戸時代前期の大名。通称は又六郎（またろくろう）。備後国三次藩の初代藩主。官位は従五位下・因幡守。

## 略歴
広島藩の初代藩主・浅野長晟の庶長子として山城国にて誕生。元和5年（1619年）に2代将軍徳川秀忠に御目見する。寛永7年（1630年）に従五位下・因幡守に叙任された。
寛永9年（1632年）11月2日に父の遺領のうち備後国三次郡と恵蘇郡に5万石を分けられ、三次藩を立藩してその初代藩主となる。11月6日に領地三次に入った。三次藩の基礎を築いた名君であった。寛永10年（1633年）、高家・畠山義真より『上杉流之軍配免許』「九重巻号令幕之巻」を相伝する。
男子がなかったため、本家を継いだ弟・光晟の次男長尚を明暦3年（1657年）に養子に迎え入れたが、まもなく死去したため、3男の長照を新たに養子に迎えて家督を継がせた。また、娘に赤穂事件で有名な播磨赤穂藩主浅野長矩の正室・阿久里がいる。
延宝3年（1675年）1月19日に死去した。墓所は広島県三次市にある鳳源寺のある比熊山城跡山麓。法名は俊岳了英鳳源院。

## 系譜
- 父：浅野長晟（1586-1632）
- 母：寿正院(日下秀柴娘)
- 正室：浅野長重娘
  - 三女：瑤泉院（1674-1714） - 阿久里（あぐり/おくり）、阿久理、阿久利。浅野長照の養女、浅野長矩正室
- 養子
  - 男子：浅野長尚（1644-1666） - 浅野光晟の次男
  - 男子：浅野長照（1652-1705） - 浅野光晟の三男